# Nomia pulchribalteata
Nomia pulchribalteata är en biart som beskrevs av Cameron 1901. Nomia pulchribalteata ingår i släktet Nomia och familjen vägbin. Inga underarter finns listade i Catalogue of Life.